# André Zacharow
André Zacharow (Jaguariaíva, 7 de julio de 1939-Curitiba, 10 de septiembre de 2021) fue un economista, abogado, profesor y político brasileño.

## Biografía
Nació en la ciudad de Jaguariaíva, siendo hijo de Júlio Zacharow y de Altina Zacharow. Su padre fue pastor y uno de los fundadores de la Iglesia Bautista de la región de Jaguariaíva.
Se formó en economía (1959-1962) y en derecho (1961-1964) en la Universidad Federal de Paraná, actuando posteriormente en la misma institución como profesor titular.
Fue presidente de la Sociedad Evangélica Beneficente de Curitiba (Seb), antigua mantenedora del Hospital Universitario Evangélico de Curitiba de la Facultad Evangélica de Paraná y del Colegio Evangélico de Enfermería.
En las elecciones de octubre de 2002, Zacharow fue elegido diputado federal por el PDT, siendo reelegido dos veces consecutivas. Su último partido fue el Movimiento Democrático Brasileño.

## Vida personal
Estaba casado con Eunice Lukaszewski, con quien tuvo una hija. Falleció la mañana de 10 de septiembre de 2021 en Curitiba a causa de COVID-19.